# Sämtisersee

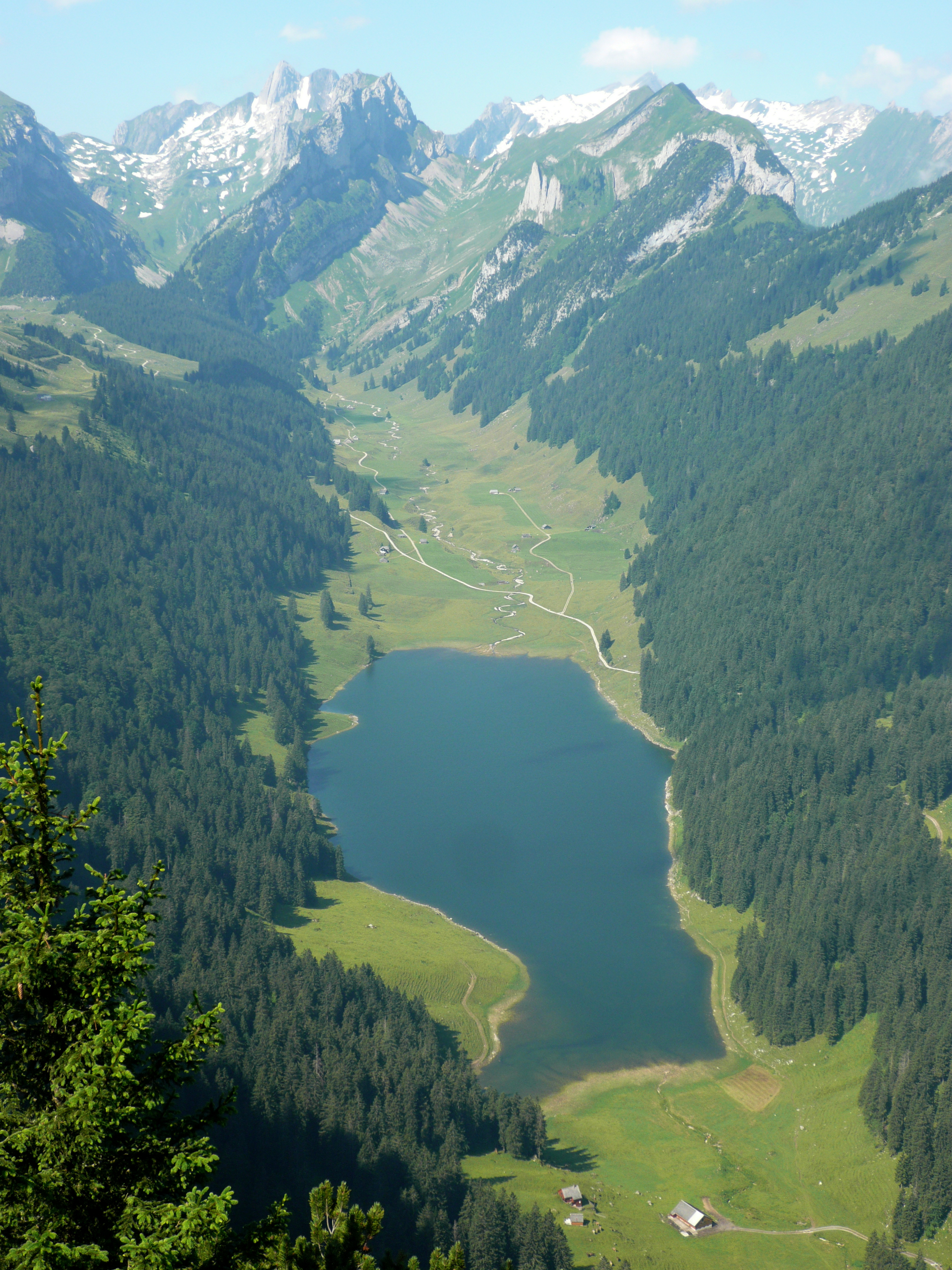
Der Sämtisersee aus der Höhe

Der Sämtisersee ist wie der Fälensee und der Seealpsee ein See im Kanton Appenzell Innerrhoden im Alpsteinmassiv am Fusse des Hohen Kastens in der Schweiz. Er liegt auf einer Höhe von etwa 1209 m ü. M.

## Geographie
Der See hat einen unterirdischen Ablauf, sein Wasser tritt im St. Galler Rheintal wieder zu Tage. Der Wasserspiegel des Sämtisersees ist starken Schwankungen unterworfen. Während niederschlagsarmen Perioden kann der Wasserspiegel im Sommer wie auch im Winter stark absinken. In Extremfällen trocknet der See vollständig aus (z. B. Sommer 1998). Der wichtigste Zufluss, der Sämtiserbach vermag in solchen Zeiten nicht genügend Wasser zu führen. Im Frühjahr 1999 lag ausserordentlich viel Schnee im Einzugsgebiet des Sämtisersees, sodass starke Niederschläge in Kombination mit der Schneeschmelze den Wasserspiegel 7 m über den Mittelstand ansteigen liess und die Fahrstrasse zur Alp Sämtis und zur Bollenwees überflutete.
Durch seine Lage in einer etwa 70 m tiefen Senke kann sich über dem Sämtisersee bei windstillen und wolkenarmen Wetterlagen ein Kaltluftsee ausbilden. Im Winter, wenn der See gefroren ist und Schnee liegt, kann die Temperatur bei günstigen meteorologischen Bedingungen deutlich unter −30 °C absinken.
Der Name ist abgeleitet von dem Namen der angrenzenden Alp Sämtis, belegt seit dem 15. Jahrhundert (alp Zemptis, alp Zemtis, Alp Sämtis). Dieser scheint letztlich mit dem Bergnamen Säntis identisch zu sein.